# Parbat

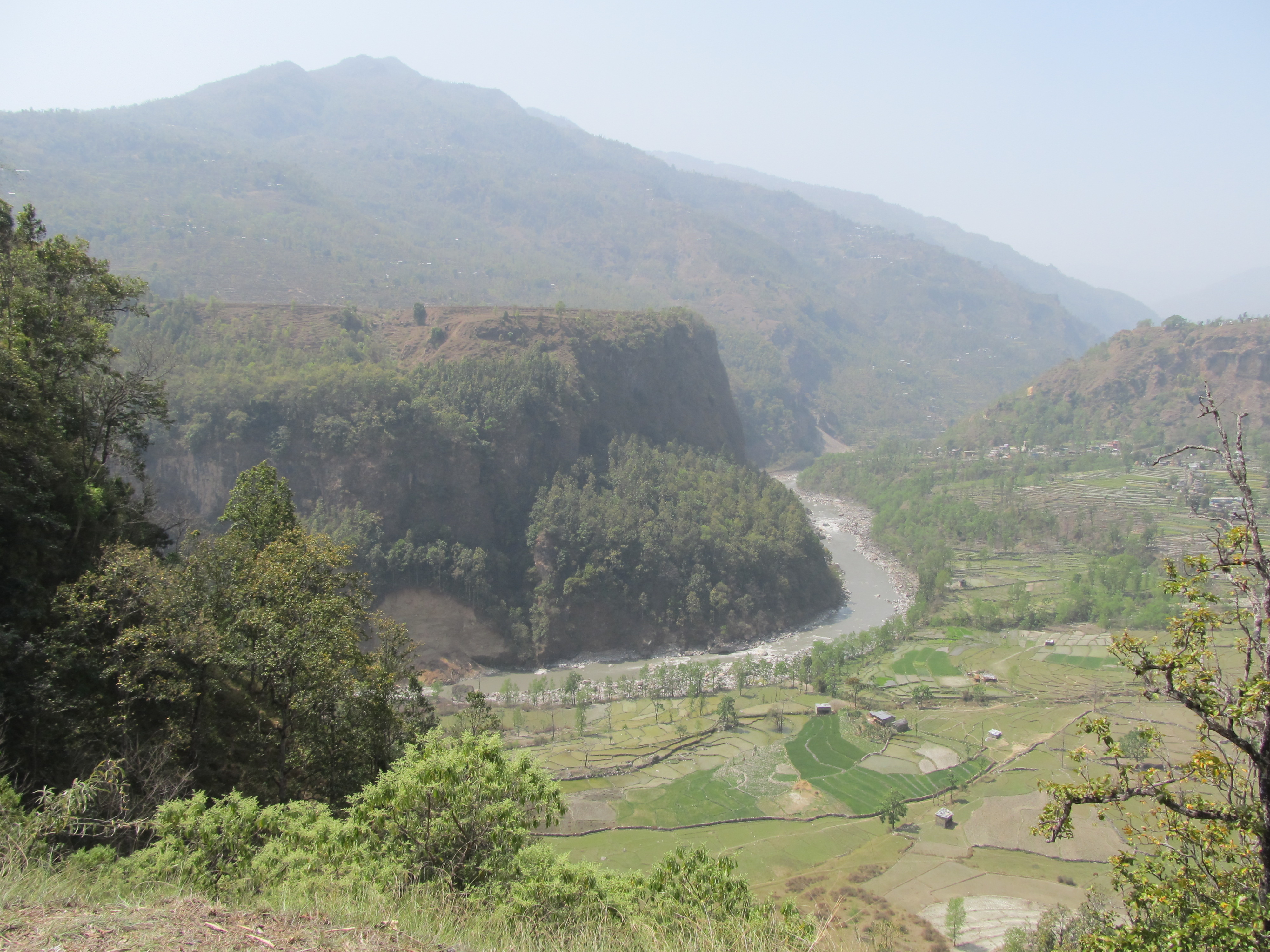
Kali Gandaki nahe Kusma

Der Distrikt Parbat (Nepali पर्वत जिल्ला) ist einer von 75 Distrikten in Nepal.
Er liegt in der Verwaltungszone Dhaulagiri am linken Flussufer des Kali Gandaki unterhalb der Annapurna Süd. Verwaltungssitz ist Kushma.

## Einwohner
Bei der Volkszählung 2001 hatte es 157.826 Einwohner; 2011 waren es 146.590.

## Verwaltungsgliederung
Städte (Munizipalitäten) im Distrikt Parbat:
- Kushma

Village Development Committees (VDCs) im Distrikt Parbat:
- Arthar Dadakharka
- Bachchha
- Bahaki Thanti
- Bajang
- Balakot
- Banau
- Baskharka
- Behulibans
- Bhangara
- Bhoksing
- Bhorle
- Bhuk Deurali
- Bhuktangle
- Bihadi Barachaur
- Bihadi Ranipani
- Chitre
- Deupurkot
- Deurali
- Devisthan
- Dhairing
- Hosrangdi
- Huwas
- Karkineta
- Khola Lakuri
- Kurgha
- Kyang
- Lekhphant
- Limithana
- Lunkhu Deurali
- Mallaj Majhphant
- Mudikuwa
- Nagliwang
- Pakhapani
- Pangrang
- Phalamkhani
- Phalebas Devisthan
- Phulebas Khanigaun
- Ramja Deurali
- Saligram
- Salija
- Saraukhola
- Shankar Pokhari
- Taklak
- Tanglekot
- Thana Maulo
- Thapathana
- Thuli Pokhari
- Tilahar
- Tribeni
- Urampokhara